# Вероника Авлъв
Вероника Авлъв (на английски: Veronica Avluv) е американска порнографска актриса.

## Ранен живот
Родена е на 23 ноември 1972 г. в град Роулет, щата Тексас, САЩ.
След като навършва 18 години започва да работи като стриптизьорка в клубове из целия щат Далас. По-късно тя се премества в Калифорния, където, освен със стриптийз, се изявява и като модел. В Ориндж Каунти работи в стриптийз клуб заедно с Дита Фон Тийз, от която научава за фетиш моделирането.
На 25-годишна възраст Авлъв има вече три деца и спира да се изявява като стриптизьорка. В следващите години работи в телевизия и снима модни фотосесии.

## Кариера
Дебютира като актриса в порнографската индустрия през февруари 2010 г., когато е на 37-годишна възраст. Твърди, че е решила да започне кариера в индустрията за възрастни след като среща порноактрисите Дилан Райдър и Диана Дол, разговаря с тях и вижда, че и двете са „доста стабилни и щастливи“. Първата ѝ секс сцена е с „Джеси Палмър“ в продукция на „Girlfriends Films“.
Авлъв е популярна с изпълненията си в жанра скуирт и е наричана суперзвезда и кралица на скуирта. През 2015 г. се снима в образователен филм, наречен „A Couples Guide to Female Ejaculation“, в който тя разкрива тънкостите на женската еякулация – от подготовката до външната стимулация чрез използване на различни техники на проникване и по-лесно достигане до еякулацията.

## Награди
| Година | Церемония    | Резултат  | Категория                                                               | Филм           |
| ------ | ------------ | --------- | ----------------------------------------------------------------------- | -------------- |
| 2012   | AVN награда  | Номинация | MILF изпълнителка на годината.                                          |                |
| 2013   | AVN награда  | Номинация | MILF изпълнителка на годината.                                          |                |
| 2013   | XRCO награда | Носителка | MILF на годината.                                                       |                |
| 2014   | AVN награда  | Номинация | MILF изпълнителка на годината.                                          |                |
| 2014   | XRCO награда | Номинация | MILF на годината.                                                       |                |
| 2014   | XRCO награда | Номинация | Оргазмен аналист.                                                       |                |
| 2015   | AVN награда  | Носителка | Най-добра поддържаща актриса.                                           |                |
| 2015   | AVN награда  | Номинация | MILF изпълнителка на годината.                                          |                |
| 2015   | AVN награда  | Номинация | Най-добра орална секс сцена.                                            | „Facialized“   |
| 2015   | AVN награда  | Номинация | Най-добра секс сцена с двойно проникване (с Рико Стронг и Уесли Пайпс). | „Freaky MILFs“ |
| 2015   | XBIZ награда | Номинация | MILF изпълнителка на годината.                                          |                |